# Gamusino
El gamusino es un animal imaginario que, en la península ibérica, sirve para gastar bromas y novatadas, especialmente a niños y jóvenes. Salir de noche en su caza es una broma típica que se hace a los recién llegados a una localidad rural, o un juego típico en los campamentos de verano. 

## Origen del término
El Diccionario de la lengua española de la RAE lo define como «animal imaginario, cuyo nombre se usa para dar bromas a los cazadores novatos». Términos similares son el extremeño gangüezno, la forma andaluza gambusino, la versión portuguesa gambozino, y donyet, gambosí o gambutzí en catalán/valenciano ("enano tan diminuto que apenas es visible"; la última variante fue recogida por el folclorista catalán Joan Amades en su Costumari Català en 1950). Este último, a su vez, se relaciona con el provenzal gambosí o gabuzo (‘engaño’).

## Variantes regionales
En diversas regiones de España se usan distintos nombres para animales o personajes imaginarios de naturaleza similar al gamusino. Así, en Asturias, se habla de cordobeyos, corzobeyos y bicharracos. Y en Galicia se habla de biosbardos, gazafellos o cocerellos. El escritor Eduardo Blanco Amor publicó en 1962 un libro de cuentos titulado Os biosbardos, donde se cita este animal fabuloso. En el altoaragonés de la comarca de Ayerbe se utiliza por su parte el vocablo bambosino. En Huéscar, Granada se habla de abejorronchos

## Seres similares en otros países
En Francia existe un animal fantástico equivalente, el dahu, y la chasse au dahu (caza del dahu) es una broma tradicional. En Alemania cuentan con el Elwetritsch (en el suroeste de Alemania, especialmente en el Palatinado Renano), el wolpertinger de Baviera o el rasselbock de Turingia). En Escocia tienen el haggis salvaje. En Norteamérica se habla del jackalope y el snipe (Estados Unidos) y el Sidehill gouger (Canadá).